# Italia en los Juegos Olímpicos de Sankt Moritz 1928
Italia estuvo representada en los Juegos Olímpicos de Sankt Moritz 1928 por un total de 13 deportistas que compitieron en 5 deportes.  
El portador de la bandera en la ceremonia de apertura fue el esquiador de fondo Ferdinando Glück. El equipo olímpico italiano no obtuvo ninguna medalla en estos Juegos.